# Grand Prix automobile de Hongrie 2014
GP précédent GP suivant
Le Grand Prix automobile de Hongrie 2014 (Formula 1 Pirelli Magyar Nagydij 2014), disputé le 27 juillet 2014 sur le Hungaroring à Budapest, est la 908e épreuve du championnat du monde de Formule 1 courue depuis 1950. Il s'agit depuis 1986 de la vingt-neuvième édition du Grand Prix de Hongrie comptant pour le championnat du monde de Formule 1, et de la onzième manche du championnat 2014.
La lutte pour la pole position entre les deux pilotes Mercedes tourne court sur le Hungaroring puisqu'une fuite d'essence provoque un début d'incendie sur la voiture de Lewis Hamilton dès sa première sortie en qualifications ; Kimi Räikkönen est également éliminé dès la phase Q1. Au début de la troisième phase qualificative, une averse s'abat sur une partie du circuit ; elle provoque l'accident de Kevin Magnussen et la sortie du drapeau rouge. Sous le drapeau à damier, Nico Rosberg devance Sebastian Vettel pour réaliser sa sixième pole position de la saison, sa troisième consécutive et la dixième de sa carrière. Derrière les deux Allemands, la deuxième ligne est constituée de Valtteri Bottas et de Daniel Ricciardo ; Fernando Alonso s'élance en troisième ligne aux côtés de Felipe Massa.
Daniel Ricciardo remporte, au volant de sa Red Bull RB10, sa deuxième victoire de la saison et la deuxième de sa carrière à l'issue d'une course démarrée sur piste mouillée et dont les cartes sont rebattues dès le neuvième tour à la suite de l'accident de Marcus Ericsson. La voiture de sécurité sort alors que les quatre premiers (Nico Rosberg, Valtteri Bottas, Sebastian Vettel et Fernando Alonso) ont passé l’entrée des stands et ne peuvent rentrer qu'un tour après tous les autres : ils retrouvent piégés en milieu de peloton, tandis que le pilote australien prend la tête. Au cours d'un Grand Prix émaillé de dépassements où Lewis Hamilton, parti depuis la voie des stands et victime d'une sortie de piste dans le premier tour, réussit à se battre à l'avant, Ricciardo profite d'une stratégie d'arrêts idéalement gérée pour terminer la course chaussé de pneus neufs et ainsi dépasser Hamilton puis Alonso dans les trois derniers tours avant de franchir la ligne d'arrivée en vainqueur. Alonso, qui a effectué les trente-deux derniers tours de course avec le même train de pneus tendres, réalise le meilleur résultat de la Ferrari F14 T cette saison en prenant la deuxième place ; Hamilton finit troisième après avoir commencé depuis les stands. Il précède son coéquipier Nico Rosberg, tous regroupés en six secondes. Plus loin, Felipe Massa se classe cinquième, suivi par Kimi Räikkönen, Sebastian Vettel, Valtteri Bottas, Jean-Éric Vergne et Jenson Button. Les soixante-dix tours de course ont connu neuf changements de leaders.
Nico Rosberg conserve la tête du championnat avec 202 points contre 191 pour Hamilton. Daniel Ricciardo conforte sa troisième place (131 points) devant Alonso (115 points) ; Valtteri Bottas reste cinquième (95 points) devant Sebastian Vettel, sixième avec 88 points. Mercedes est toujours largement en tête du classement des constructeurs avec 393 points et devance Red Bull Racing (219 points). Ferrari (142 points) reprend la troisième place à Williams (135 points) ; Force India (98 points) précède McLaren qui compte 97 points ; suivent Toro Rosso (17 points), Lotus F1 Team (8 points) et Marussia F1 Team (2 points). Neuf des onze écuries engagées au championnat ont marqué des points, Sauber et Caterham n'en ayant pas encore inscrit.

## Essais libres

### Première séance, le vendredi de 10 h à 11 h 30
| Pos. | Pilote           | Voiture          | Chrono         | Écart     |
| ---- | ---------------- | ---------------- | -------------- | --------- |
| 1    | Lewis Hamilton   | Mercedes         | 1 min 25 s 814 |           |
| 2    | Nico Rosberg     | Mercedes         | 1 min 25 s 997 | + 0 s 183 |
| 3    | Kimi Räikkönen   | Ferrari          | 1 min 26 s 421 | + 0 s 607 |
| 4    | Fernando Alonso  | Ferrari          | 1 min 26 s 872 | + 1 s 058 |
| 5    | Sebastian Vettel | Red Bull-Renault | 1 min 27 s 220 | + 1 s 406 |
| 6    | Kevin Magnussen  | McLaren-Mercedes | 1 min 27 s 357 | + 1 s 543 |

Il fait beau et chaud, avec 23 °C dans l'air et 41 °C en piste, au départ de la première séance d'essais libres du Grand Prix de Hongrie, onzième manche du championnat. Aucun pilote de réserve n'est présent en piste, les équipes estimant que les titulaires ont besoin d'effectuer de nombreux tours pour appréhender ce tracé difficile. Pirelli propose ses pneumatiques « tendres » et « médiums » (plus durs). Le pneumatique « supertendre » n'a pas été sélectionné car les fortes chaleurs rencontrées en Hongrie contribuent, avec les importantes les charges latérales, à rapidement engendrer une trop forte dégradation des gommes,,.
Les pilotes s'élancent pour boucler leur tour d'installation et Nico Rosberg fixe le temps de référence en 1 min 32 s 027. Max Chilton, après seulement deux minutes en piste, ramène sa Marussia MR03 au stand : de la fumée et des flammes commencent à poindre en raison d'une fuite d'huile sur l'échappement. Les mécaniciens doivent procéder à un changement de boîte de vitesses et Chilton tente de se relancer quelques minutes avant la fin de la séance pour tout contrôler avant la séance de l'après-midi mais rencontre un nouveau problème l'empêchant de démarrer,,.
Lewis Hamilton améliore en 1 min 31 s 426 et la suite n'est qu'une lutte entre les deux pilotes Mercedes pour conserver la tête : Rosberg tourne en 1 min 28 s 754, Hamilton en 1 min 28 s 030 puis 1 min 27 s 604 et Rosberg réplique en 1 min 27 s 320. Alors qu'il reste un peu plus d'une heure, Nico Rosberg se relance et améliore à nouveau, en deux temps : 1 min 26 s 114 puis 1 min 25 s 997. Peu après, Lewis Hamilton se replace en tête en 1 min 25 s 814, meilleur temps de la session. Romain Grosjean est victime, en fin de séance, d'une fuite d'eau sur sa Lotus E22,,.

### Deuxième séance, le vendredi de 14 h à 15 h 30
| Pos. | Pilote           | Voiture          | Chrono         | Écart     |
| ---- | ---------------- | ---------------- | -------------- | --------- |
| 1    | Lewis Hamilton   | Mercedes         | 1 min 24 s 482 |           |
| 2    | Nico Rosberg     | Mercedes         | 1 min 24 s 720 | + 0 s 238 |
| 3    | Sebastian Vettel | Red Bull-Renault | 1 min 25 s 111 | + 0 s 629 |
| 4    | Fernando Alonso  | Ferrari          | 1 min 25 s 437 | + 0 s 955 |
| 5    | Kevin Magnussen  | McLaren-Mercedes | 1 min 25 s 580 | + 1 s 098 |
| 6    | Kimi Räikkönen   | Ferrari          | 1 min 25 s 730 | + 1 s 248 |

La deuxième séance d'essais libres du Grand Prix commence sous une température ambiante de 26 °C. Les équipes vont passer l'essentiel de la séance à évaluer les deux types de pneumatiques à leur disposition avec diverses charges de carburant car le « graining » est particulièrement important sur ce circuit. Les pilotes s'élancent rapidement en piste et Max Chilton, qui n'a quasiment pas tourné le matin, fixe le temps de référence en 1 min 34 s 426,,.
Marcus Ericsson améliore en 1 min 34 s 239 puis est relayé en tête par Nico Hülkenberg (1 min 28 s 781) et Pastor Maldonado (1 min 28 s 751). Hülkenberg repasse en tête en 1 min 28 s 336 mais sa performance est battue par Fernando Alonso en 1 min 27 s 199. Les pilotes Mercedes sortent alors et prennent place en haut du classement, Nico Rosberg tournant en 1 min 27 s 112 et Lewis Hamilton en 1 min 26 s 225 puis 1 min 26 s 161. De nombreux pilotes partent à la faute ou sortent très largement dans plusieurs secteurs du circuit, comme Vettel, Hamilton ou Kimi Räikkönen, qui manquent le point de corde,,.
Bien avant la mi-séance, les pilotes se relancent avec les pneus tendres et, ainsi chaussé, Daniel Ricciardo, en 1 min 25 s 983, s'installe en tête du classement. Son coéquipier Sebastian Vettel améliore en 1 min 25 s 111. Felipe Massa, victime d'un tête-à-queue puis d'une sortie de piste dans les graviers après avoir chaussé ses pneus tendres, n'est pas satisfait du comportement de sa Williams FW36. Romain Grosjean quitte la séance après seulement sept tours, sa Lotus semblant affectée par un problème sur l'unité de puissance,,.
Les pilotes Mercedes reprennent à nouveau l'avantage, Rosberg tournant en 1 min 24 s 720 et Lewis Hamilton en 1 min 24 s 513 puis 1 min 24 s 482. Rosberg est averti par son stand que son choix de vitesse dans le virage no 1 risque de nuire à son moteur,,.

### Troisième séance, le samedi de 10 h à 11 h
| Pos. | Pilote           | Voiture           | Chrono         | Écart     |
| ---- | ---------------- | ----------------- | -------------- | --------- |
| 1    | Lewis Hamilton   | Mercedes          | 1 min 24 s 048 |           |
| 2    | Nico Rosberg     | Mercedes          | 1 min 24 s 095 | + 0 s 047 |
| 3    | Sebastian Vettel | Red Bull-Renault  | 1 min 24 s 455 | + 0 s 407 |
| 4    | Daniel Ricciardo | Red Bull-Renault  | 1 min 24 s 678 | + 0 s 630 |
| 5    | Valtteri Bottas  | Williams-Mercedes | 1 min 24 s 685 | + 0 s 637 |
| 6    | Fernando Alonso  | Ferrari           | 1 min 24 s 769 | + 0 s 721 |

La température ambiante est de 26 °C et la piste est à 44 °C au départ de la dernière séance d'essais libres. Les pilotes s'élancent sans tarder pour leur tour d'installation et Kamui Kobayashi établit le temps de référence en 1 min 36 s 947,,.
Son coéquipier Marcus Ericsson améliore en 1 min 32 s 616 mais cette performance est pulvérisée par Nico Rosberg, en deux temps (1 min 26 s 374 puis 1 min 26 s 292). Valtteri Bottas passe en tête en 1 min 26 s 240, Daniel Ricciardo tourne en 1 min 25 s 999 et Fernando Alonso en 1 min 25 s 954,,.
Alors qu'il reste moins de vingt minutes avant le drapeau à damier, Lewis Hamilton, en 1 min 25 s 682 est le dernier pilote à pointer en tête chaussé des pneus les plus durs. La piste n'offre pas assez d'adhérence pour ces pneus et nombreux sont les pilotes à partir à la faute, victimes de sous-virage dans le dernier secteur ou en manquant leur freinage dans la première courbe et à l'abord du virage no 4. Lewis Hamilton se plaint du comportement de ses freins et Romain Grosjean peine à trouver le point de corde. Ce manque d'adhérence s'explique en partie du fait que les pneus 2014 sont plus durs que les années précédentes pour supporter les contraintes de couple à l'arrière avec les moteurs turbocompressés,,.
En fin de séance, les pilotes se relancent en pneus tendres et Alonso passe en tête en 1 min 24 s 769. Rosberg, malgré une erreur dans le dernier secteur, tourne en 1 min 24 s 501 et Hamilton en 1 min 24 s 048 ; dans les derniers instants, Rosberg améliore par deux fois son meilleur temps, sans parvenir à faire mieux que son coéquipier,,.

## Séance de qualifications

### Résultats des qualifications

#### Session Q1
La séance qualificative du Grand Prix de Hongrie débute sous une température ambiante de 28 °C et sous un ciel couvert ; la température de la piste baisse alors de 5 °C en quelques instants. Les pilotes s'élancent en piste dès son ouverture et Pastor Maldonado, victime d'une panne technique, immobilise sa Lotus E22 après deux minutes. Valtteri Bottas fixe le temps de référence en 1 min 25 s 690 quelques secondes avant que Lewis Hamilton n'abandonne sa monoplace avec un important incendie à l'arrière ; comme la Mercedes AMG F1 W05 ne peut être ramenée aux stands, Hamilton rentre à pied tandis que sa voiture continue à brûler,,.
Quelques instants plus tard, son coéquipier Nico Rosberg prend la tête du classement en 1 min 25 s 353 et améliore en 1 min 25 s 227 ; il devance les deux Red Bull RB10 de Daniel Ricciardo et Sebastian Vettel. Les éliminations de Maldonado et Hamilton donnent l'occasion à Jules Bianchi de viser la seizième position pour passer en phase Q2 mais Kobayashi conserve sa place pour moins de 2 centièmes de seconde puis améliore sa performance. Max Chilton est une nouvelle fois victime d'un problème technique qui affecte sa pression d'essence,,.
En fin de session, plusieurs pilotes chaussent leurs pneus tendres. Ce choix permet à Jean-Éric Vergne de prendre définitivement la tête en 1 min 24 s 941. Bianchi effectue un dernier tour lancé de haute volée qui exclut Kimi Räikkönen des qualifications. Les six pilotes éliminés sont Maldonado, Hamilton, Ericsson, Chilton, Kobayashi et Räikkönen,,.

#### Session Q2
Tous les pilotes se relancent en piste chaussés des pneus tendres et Sergio Pérez fixe le temps de référence en 1 min 25 s 211. Son coéquipier Nico Hülkenberg améliore en 1 min 25 s 049,,.
Daniil Kvyat prend la tête en 1 min 24 s 706 mais son temps est battu par les deux Williams FW36 de Felipe Massa (1 min 24 s 543) et Valtteri Bottas (1 min 24 s 001). Avec la même quantité de carburant et les mêmes pneus, le Finlandais tourne une demi-seconde plus vite que le Brésilien qui a manqué son freinage à l'abord de la chicane. Dans les tours suivants, Massa ne parvient pas à refaire son retard sur Bottas qui lutte contre les Red Bull et Fernando Alonso,,.
Nico Rosberg tourne en 1 min 23 s 310 et devance Sebastian Vettel et Daniel Ricciardo ; les trois pilotes regagnent dès lors leur stand et ne remontent plus en piste en fin de séance pour défendre leur position. La piste est très chargée car les pilotes Force India sont menacés d’élimination par des pilotes de la Scuderia Toro Rosso qui rivalisent avec les pilotes McLaren Racing. Hülkenberg améliore et passe en Q3, juste avant un drapeau jaune dû à une sortie de piste de Kvyat dans le dernier virage de son dernier tour. Les six pilotes éliminés sont Jules Bianchi, son compatriote Romain Grosjean, Esteban Gutiérrez et son coéquipier Adrian Sutil, Pérez et Kvyat,,.

#### Session Q3
La phase finale de la qualification débute sous une fine pluie ; Nico Rosberg est le premier à s'élancer, suivi par ses neuf rivaux. Malgré la pluie, tous sont chaussés en pneus pour piste sèche. Alors que Rosberg part à la faute dès le premier virage sans rien toucher, Kevin Magnussen écrase sa McLaren MP4-29 dans un mur de pneus ; Fernando Alonso et Jenson Button partent aussi à la faute et la direction de course sort immédiatement le drapeau rouge pour permettre aux commissaires de réparer le mur de pneus,,.
La séance est relancée après quelques instants ; les pilotes poursuivent avec leurs pneus tendres, sans grande connaissance des conditions de piste car les gouttes ont cessé de tomber sur certaines parties du circuit et reste très légère ailleurs. L'adhérence est trop importante pour rouler en gommes intermédiaires mais la piste est très piégeuse au niveau des deux premiers virages. Rosberg, prudent, fixe le temps de référence en 1 min 26 s 488, performance améliorée successivement par Valtteri Bottas, Alonso, Button, Daniel Ricciardo et Felipe Massa dès leur première tentative,,.
À dix minutes du drapeau à damier, Valtteri Bottas se place en tête du classement en 1 min 24 s 259. Sebastian Vettel améliore en 1 min 23 s 415 puis, à la fin de son troisième tour, Rosberg tourne en 1 min 23 s 236. Vettel, Alonso, Rosberg et Daniel Ricciardo rentrent changer de pneus, les autres poursuivant avec les mêmes gommes. Vettel reprend brièvement la tête en 1 min 23 s 201 mais Rosberg obtient sa troisième pole position consécutive en 1 min 22 s 715. Massa boucle son meilleur tour plus lent de presque une seconde que son équipier mais lui assurant la cinquième position. Rosberg prendra le départ depuis la première ligne juste devant Vettel ; suivent Bottas, Ricciardo, Alonso Massa, Button, Jean-Éric Vergne, Nico Hülkenberg et Magnussen,,.

### Grille de départ
| Pos.                                                                                      | Pilote            | Écurie               | Qualifications 1 | Qualifications 2 | Qualifications 3 |
| ----------------------------------------------------------------------------------------- | ----------------- | -------------------- | ---------------- | ---------------- | ---------------- |
| 1                                                                                         | Nico Rosberg      | Mercedes             | 1 min 25 s 227   | 1 min 23 s 310   | 1 min 22 s 715   |
| 2                                                                                         | Sebastian Vettel  | Red Bull-Renault     | 1 min 25 s 662   | 1 min 23 s 610   | 1 min 23 s 201   |
| 3                                                                                         | Valtteri Bottas   | Williams-Mercedes    | 1 min 25 s 690   | 1 min 23 s 776   | 1 min 23 s 354   |
| 4                                                                                         | Daniel Ricciardo  | Red Bull-Renault     | 1 min 25 s 495   | 1 min 23 s 676   | 1 min 23 s 391   |
| 5                                                                                         | Fernando Alonso   | Ferrari              | 1 min 26 s 087   | 1 min 24 s 249   | 1 min 23 s 909   |
| 6                                                                                         | Felipe Massa      | Williams-Mercedes    | 1 min 25 s 592   | 1 min 24 s 030   | 1 min 24 s 223   |
| 7                                                                                         | Jenson Button     | McLaren-Mercedes     | 1 min 26 s 612   | 1 min 24 s 502   | 1 min 24 s 294   |
| 8                                                                                         | Jean-Éric Vergne  | Toro Rosso-Renault   | 1 min 24 s 941   | 1 min 24 s 637   | 1 min 24 s 720   |
| 9                                                                                         | Nico Hülkenberg   | Force India-Mercedes | 1 min 26 s 149   | 1 min 24 s 647   | 1 min 24 s 775   |
| 10                                                                                        | Kevin Magnussen   | McLaren-Mercedes     | 1 min 26 s 578   | 1 min 24 s 585   | pas de temps     |
| 11                                                                                        | Daniil Kvyat      | Toro Rosso-Renault   | 1 min 25 s 361   | 1 min 24 s 706   |                  |
| 12                                                                                        | Adrian Sutil      | Sauber-Ferrari       | 1 min 26 s 027   | 1 min 25 s 136   |                  |
| 13                                                                                        | Sergio Pérez      | Force India-Mercedes | 1 min 25 s 910   | 1 min 25 s 211   |                  |
| 14                                                                                        | Esteban Gutiérrez | Sauber-Ferrari       | 1 min 25 s 709   | 1 min 25 s 260   |                  |
| 15                                                                                        | Romain Grosjean   | Lotus-Renault        | 1 min 26 s 136   | 1 min 25 s 337   |                  |
| 16                                                                                        | Jules Bianchi     | Marussia-Ferrari     | 1 min 26 s 728   | 1 min 27 s 419   |                  |
| 17                                                                                        | Kimi Räikkönen    | Ferrari              | 1 min 26 s 792   |                  |                  |
| 18                                                                                        | Kamui Kobayashi   | Caterham-Renault     | 1 min 27 s 139   |                  |                  |
| 19                                                                                        | Max Chilton       | Marussia-Ferrari     | 1 min 27 s 819   |                  |                  |
| 20                                                                                        | Marcus Ericsson   | Caterham-Renault     | 1 min 28 s 643   |                  |                  |
| Temps minimal à réaliser pour la qualification : 1 min 30 s 886 (107 % de 1 min 24 s 941) |                   |                      |                  |                  |                  |
| Nq.                                                                                       | Lewis Hamilton    | Mercedes             | pas de temps     |                  |                  |
| Nq.                                                                                       | Pastor Maldonado  | Lotus-Renault        | pas de temps     |                  |                  |

- Pastor Maldonado et Lewis Hamilton, initialement non qualifiés, sont autorisés à prendre le départ depuis les dernières places de la grille[21] ;
- Lewis Hamilton et Kevin Magnussen, à la suite d'un changement de châssis, s'élancent depuis la voie des stands à l'arrière du peloton[22] ;
- Daniil Kvyat, après un problème lors de la mise en grille, s'élance depuis la voie des stands[21].

## Course

### Déroulement de l'épreuve
S'il ne pleut pas, c'est sur une piste détrempée que le départ du Grand Prix de Hongrie va être donné ; tous les pilotes sont chaussés de pneus intermédiaires sur la grille de départ tandis que Daniil Kvyat, qui a calé au départ du tour de formation, rejoint Lewis Hamilton et Kevin Magnussen (qui dispose d'une nouvelle monoplace complète : nouveau châssis, nouvelle boîte de vitesses et nouveau moteur) dans la voie des stands. À l'extinction des feux, Nico Rosberg, en pole position, conserve la tête au premier virage ; Valtteri Bottas, en prenant l'intérieur, évite les projections d'eau, trouve une meilleure adhérence et, au premier freinage, prend le dessus sur Sebastian Vettel qui se fait également dépasser par Fernando Alonso au second virage. Lewis Hamilton, dont les freins ne montent pas en température, part en tête-à-queue dans le virage no 2 et endommage son aileron avant, ce qui provoque des vibrations gênantes. Alonso manque un freinage et Vettel reprend la troisième place. Au premier passage sur la ligne de chronométrage, Rosberg devance Bottas, Vettel, Alonso, Jenson Button, Daniel Ricciardo, Nico Hülkenberg, Felipe Massa, Jean-Éric Vergne, Sergio Pérez et Esteban Gutiérrez,,.
Devant, Rosberg mène avec 6 secondes d'avance après trois tours ; au sixième tour, son avantage passe à de plus de sept secondes. Hamilton, contraint d'attaquer pour empêcher son coéquipier Rosberg d'accroître son avance au championnat du monde, est le second pilote le plus rapide en piste : quinzième au cinquième tour, derrière Romain Grosjean et Kimi Räikkönen, il est treizième trois tours plus tard et se lance à la chasse des Sauber d'Adrian Sutil et de Gutiérrez. Dans ce même tour, Marcus Ericsson sort de la piste dans le virage no 3 et tape violemment le mur, provoquant la neutralisation de la course,,.
Tous les pilotes, à l'exception des quatre premiers (Rosberg, Bottas, Vettel et Alonso) piégés par la voiture de sécurité, rentrent chausser les pneus tendres pour le sec. Rosberg, Bottas, Vettel et Alonso doivent attendre un tour supplémentaire pour entrer. Au neuvième tour, sous le régime de la voiture de sécurité, Ricciardo, en pneus tendres mène devant Button (en pneus intermédiaires), Massa et Rosberg (tous deux en pneus tendres) et Magnussen (pneus intermédiaires). Alors que la course est en passe d'être relancée, Grosjean heurte à son tour le mur ; l'épreuve est relancée à l'entame du quatorzième tour et Button en prend immédiatement la tête grâce à ses pneus intermédiaires ; Hamilton poursuit sa remontée alors que Rosberg, en pneus pour le sec, est en difficulté sur une piste encore très humide. Les pneumatiques intermédiaires se révèlent les mieux adaptés puisque Magnussen dépasse Rosberg, suivi par Vettel et Hamilton. Toutefois, Button et Magnussen rentrent au seizième tour pour chausser des pneus pour le sec, la piste s'asséchant rapidement. Quelques instants plus tard, Nico Hülkenberg abandonne pour la première fois de la saison après un accrochage avec son équipier Pérez,,.
Au dix-huitième tour, Ricciardo précède Massa, Alonso, Vergne, Rosberg, Vettel, Hamilton, Pérez, Bottas et Gutiérrez. Pastor Maldonado percute Jules Bianchi au premier freinage et les deux pilotes passent par leur stand pour effectuer des réparations. Vergne et Vettel retiennent Rosberg et Hamilton alors que Ricciardo prend un bel avantage sur Massa et Alonso en tête de course. Au vingt-troisième tour, Sergio Pérez détruit littéralement sa Force India VJM07 contre le muret de la ligne des stands après une mauvaise sortie de virage ; une nuée de débris de carbone encombre la piste, imposant une seconde sortie de la voiture de sécurité pour permettre aux commissaires de piste de nettoyer le circuit. Une nouvelle valse d'arrêts aux stands est improvisée : Ricciardo rentre ainsi que Massa et Bottas qui prend le pari de chausser les pneus durs dont l'usage n'est pourtant pas obligatoire, la course ayant été déclarée « conditions humides ». Alonso prend le commandement devant Vergne, Rosberg, Vettel, Hamilton, Ricciardo, Massa, Gutiérrez, Räikkönen, Sutil, Kvyat, Button, Bottas, Magnussen, Kamui Kobayashi, Max Chilton, Bianchi et Maldonado,,.
La course est relancée à l'entame du vingt-septième tour et Alonso prend le large tandis que Vergne contient Rosberg. L'Espagnol possède plus de 2 secondes d'avance avant que l'utilisation de l'aileron arrière mobile ne soit à nouveau autorisée. Rosberg rentre changer ses pneus au trente-troisième tour mais cet arrêt est particulièrement long et il ressort onzième. Au même moment, Vettel fait un énorme tête-à-queue au début de la ligne droite, effleure le mur et poursuit sa course, n'ayant d'abîmé ses pneus ; il passe par les stands chausser un nouveau train de gommes tendres avec lesquelles il doit tenter de finir la course. Quelques instants plus tard, Hamilton prend l'avantage sur Vergne dans le virage no 4 et se retrouve en seconde position à 6 secondes de Fernando Alonso. Vergne change ses pneus au trente-cinquième tour, Button au trente-huitième et Alonso au suivant. Daniel Ricciardo occupe à nouveau la tête de la course avec 10 secondes d'avance sur Massa. L'Australien augmente son avance à 15 secondes en cinq tours mais s'inquiète du comportement de son moteur. Le stand Mercedes demande à Hamilton, qui chasse Alonso, de s'effacer derrière Rosberg qui est en pneus tendres et sur une autre stratégie que lui, en gommes médiums ; Hamilton refuse, alléguant que Rosberg, à moins d'une seconde (donc en mesure d'utiliser son aileron arrière mobile) et pouvant effectuer les vingt-et-un derniers tours avec ses pneus tendres n'a qu'à tenter de le dépasser à la régulière. Hamilton, Sutil, Magnussen, Räikkönen, Maldonado et Massa s'arrêtent entre le quarantième et le quarante-sixième tour,,.
Mercedes intime à nouveau à Lewis Hamilton de laisser passer son équipier mais Rosberg ne réussit pas à revenir au contact de son équipier qui ne ralentit pas. Après plusieurs tours, Hamilton ayant encore accru son avance, Rosberg passe à son stand au cinquante-septième passage, deux tours après Ricciardo, pour finir la course avec des pneus tendres neufs. Fernando Alonso mène désormais devant Hamilton et Ricciardo, le plus rapide en piste grâce à ses pneus frais. Nico Rosberg en septième position, profite de l'arrêt de Bottas au cinquante-neuvième tour et du dépassement de Räikkönen en piste pour atteindre la cinquième place, derrière Massa qu'il passe quelques instants plus tard,,.
Au soixantième tour, le trio de tête est groupé en 2 secondes ; l'écart passe à une seconde au tour suivant. Sous pression, Fernando Alonso coupe la chicane et ralentit immédiatement pour éviter d'être pénalisé. Hamilton est plus préoccupé à défendre sa position sur Ricciardo qu'à attaquer sur Alonso ; pour autant, Ricciardo le dépasse dans le soixante-sixième tour et s'attaque à Alonso alors que Rosberg revient sur Hamilton. Ricciardo prend la tête au tour suivant et remporte sa deuxième victoire de la saison. Fernando Alonso termine deuxième, devant Hamilton ; suivent pour les points Rosberg, Massa, Räikkönen, Vettel, Bottas, Vergne et Button,,.

### Classement de la course
| Pos. | no | Pilote            | Écurie               | Tours | Temps/Abandon                      | Grille  | Points |
| ---- | -- | ----------------- | -------------------- | ----- | ---------------------------------- | ------- | ------ |
| 1    | 3  | Daniel Ricciardo  | Red Bull-Renault     | 70    | 1 h 53 min 05 s 058 (162,691 km/h) | 4       | 25     |
| 2    | 14 | Fernando Alonso   | Ferrari              | 70    | + 5 s 225                          | 5       | 18     |
| 3    | 44 | Lewis Hamilton    | Mercedes             | 70    | + 5 s 587                          | pitlane | 15     |
| 4    | 6  | Nico Rosberg      | Mercedes             | 70    | + 6 s 361                          | 1       | 12     |
| 5    | 19 | Felipe Massa      | Williams-Mercedes    | 70    | + 29 s 841                         | 6       | 10     |
| 6    | 7  | Kimi Räikkönen    | Ferrari              | 70    | + 31 s 491                         | 16      | 8      |
| 7    | 1  | Sebastian Vettel  | Red Bull-Renault     | 70    | + 40 s 962                         | 2       | 6      |
| 8    | 77 | Valtteri Bottas   | Williams-Mercedes    | 70    | + 41 s 344                         | 3       | 4      |
| 9    | 25 | Jean-Éric Vergne  | Toro Rosso-Renault   | 70    | + 58 s 527                         | 8       | 2      |
| 10   | 22 | Jenson Button     | McLaren-Mercedes     | 70    | + 1 min 07 s 280                   | 7       | 1      |
| 11   | 99 | Adrian Sutil      | Sauber-Ferrari       | 70    | + 1 min 08 s 169                   | 11      |        |
| 12   | 20 | Kevin Magnussen   | McLaren-Mercedes     | 70    | + 1 min 18 s 265                   | pitlane |        |
| 13   | 13 | Pastor Maldonado  | Lotus-Renault        | 70    | + 1 min 24 s 024                   | 20      |        |
| 14   | 26 | Daniil Kvyat      | Toro Rosso-Renault   | 69    | + 1 tour                           | pitlane |        |
| 15   | 17 | Jules Bianchi     | Marussia-Ferrari     | 69    | + 1 tour                           | 15      |        |
| 16   | 4  | Max Chilton       | Marussia-Ferrari     | 69    | + 1 tour                           | 18      |        |
| Abd. | 21 | Esteban Gutiérrez | Sauber-Ferrari       | 32    | ERS                                | 13      |        |
| Abd. | 10 | Kamui Kobayashi   | Caterham-Renault     | 24    | Alimentation en carburant          | 17      |        |
| Abd. | 11 | Sergio Pérez      | Force India-Mercedes | 22    | Accident                           | 12      |        |
| Abd. | 27 | Nico Hülkenberg   | Force India-Mercedes | 14    | Accrochage avec Pérez              | 9       |        |
| Abd. | 8  | Romain Grosjean   | Lotus-Renault        | 11    | Accident                           | 14      |        |
| Abd. | 9  | Marcus Ericsson   | Caterham-Renault     | 8     | Accident                           | 19      |        |

### Pole position et record du tour
Nico Rosberg part en pole position pour la dixième fois de sa carrière, la troisième fois consécutive.
- Pole position :  Nico Rosberg (Mercedes Grand Prix) en 1 min 22 s 715 (190,674 km/h)[27].
- Meilleur tour en course :  Nico Rosberg (Mercedes Grand Prix) en 1 min 25 s 724  (183,981 km/h) au soixante-quatrième tour[28].

### Tours en tête
- Nico Rosberg : 9 tours (1-9)[29]
- Daniel Ricciardo : 32 tours (10-13 /15-23 / 39-54 / 68-70)
- Jenson Button : 1 tour (14)
- Fernando Alonso : 27 tours (24-37 / 55-67)
- Lewis Hamilton : 1 tour (38)

## Classements généraux à l'issue de la course
| Pos. | Pilote           | Écurie               | Points |
| ---- | ---------------- | -------------------- | ------ |
| 1    | Nico Rosberg     | Mercedes             | 202    |
| 2    | Lewis Hamilton   | Mercedes             | 191    |
| 3    | Daniel Ricciardo | Red Bull-Renault     | 131    |
| 4    | Fernando Alonso  | Ferrari              | 115    |
| 5    | Valtteri Bottas  | Williams-Mercedes    | 95     |
| 6    | Sebastian Vettel | Red Bull-Renault     | 88     |
| 7    | Nico Hülkenberg  | Force India-Mercedes | 69     |
| 8    | Jenson Button    | McLaren-Mercedes     | 60     |
| 9    | Felipe Massa     | Williams-Mercedes    | 40     |
| 10   | Kevin Magnussen  | McLaren-Mercedes     | 37     |
| 11   | Sergio Pérez     | Force India-Mercedes | 29     |
| 12   | Kimi Räikkönen   | Ferrari              | 27     |
| 13   | Jean-Éric Vergne | Toro Rosso-Renault   | 11     |
| 14   | Romain Grosjean  | Lotus-Renault        | 8      |
| 15   | Daniil Kvyat     | Toro Rosso-Renault   | 6      |
| 16   | Jules Bianchi    | Marussia-Ferrari     | 2      |

| Pos. | Écurie               | Points |
| ---- | -------------------- | ------ |
| 1    | Mercedes             | 393    |
| 2    | Red Bull-Renault     | 219    |
| 3    | Ferrari              | 142    |
| 4    | Williams-Mercedes    | 135    |
| 5    | Force India-Mercedes | 98     |
| 6    | McLaren-Mercedes     | 97     |
| 7    | Toro Rosso-Renault   | 17     |
| 8    | Lotus-Renault        | 8      |
| 9    | Marussia-Ferrari     | 2      |

## Statistiques
Le Grand Prix de Hongrie 2014 représente :
- la 10e pole position de sa carrière pour Nico Rosberg[32] ;
- la 2e victoire de sa carrière pour Daniel Ricciardo[33] ;
- la 49e victoire de Red Bull en tant que constructeur[34] ;
- la 167e victoire de Renault en tant que motoriste[35] ;
- le 100e Grand Prix de Mercedes[36] ;
- le 50e podium de Mercedes[37].

Au cours de ce Grand Prix :
- À la suite de l'abandon de Nico Hülkenberg, Fernando Alonso est le seul pilote à avoir inscrit des points lors de chaque manche depuis le début du championnat[38] ;
- Lewis Hamilton devient le pilote britannique ayant obtenu le plus de podiums (63 podiums) ; il devance désormais David Coulthard[39] ;
- Lewis Hamilton devient le pilote qui a parcouru le plus de kilomètres en tête en Hongrie (1 218 km) ; il devance désormais Michael Schumacher (1 215 km)[40] ;
- Emanuele Pirro (37 départs en Grands Prix entre 1989 et 1991, 3 points inscrits, et quintuple vainqueur des 24 Heures du Mans) est nommé assistant des commissaires de course[41].